# Sue (dinosaure)
Pour les articles homonymes, voir Sue.
Sue est le surnom donné au spécimen fossile de Tyrannosaurus rex répertorié sous le code FMNH PR2081. C'est le plus grand des squelettes complets de Tyrannosaurus rex et le mieux préservé. Il mesure 12,8 mètres de longueur et 3,9 mètres de hauteur à hauteur de hanches.

## Notice historique

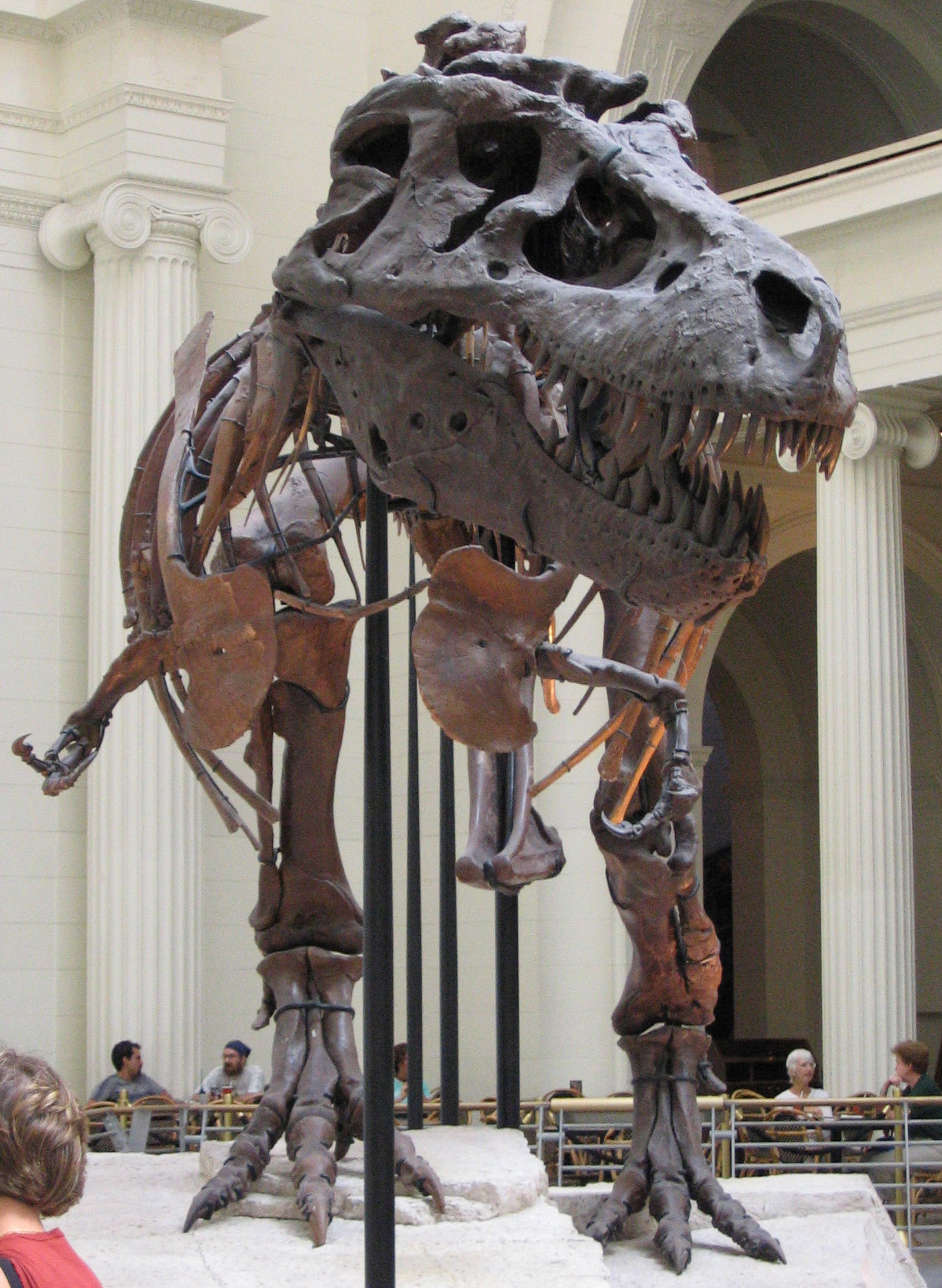
Sue, au Field Museum of Natural History à Chicago, Illinois.

Il fut découvert pendant l'été 1990 dans la réserve indienne de Cheyenne River dans le Dakota du Sud par la paléontologue américaine Sue Hendrickson, et fut surnommé Sue en son honneur. Le propriétaire des terres de la découverte, sous tutelle de l’État, Maurice Williams, céda le fossile contre un chèque de 5 000 $. Le squelette, dont  le sexe n'est pas déterminé, fut partiellement monté par l'équipe du Black Hills Institute of Geological Research of Hill City, dans le Sud Dakota. Il fut saisi le 14 mai 1992 par le FBI à la suite de la décision du procureur intérimaire Schieffer. Une longue bataille juridique suivit cette affaire, laquelle sera remportée par Maurice Williams, le tribunal déclarant « Sue » comme un bien foncier. Le 4 octobre 1997, chez Sotheby's à New York, le squelette de Sue fut adjugé à 8 362 500 dollars,. Parmi neuf enchérisseurs, ce fut le musée Field de Chicago, qui remporta les enchères, notamment grâce à des partenaires industriels. Sue y est désormais exposée de façon permanente.

## Sources

### Documentaire
Sue, Dinosaure 13, réalisé par Todd Douglas Miller en 2014, 115 min (Allemagne).